# Русско-византийский договор (944)
Ру́сско-византи́йский договор 944 года — международный договор между Киевской Русью и Византией. Регулировал русско-византийские отношения. Результат безуспешных походов в 941 и 944 годах князя Игоря Рюриковича.
Сохранился в списках в составе «Повести временных лет».
Один из древнейших письменных источников по русскому праву; содержит нормы закона Русского.

## Содержание

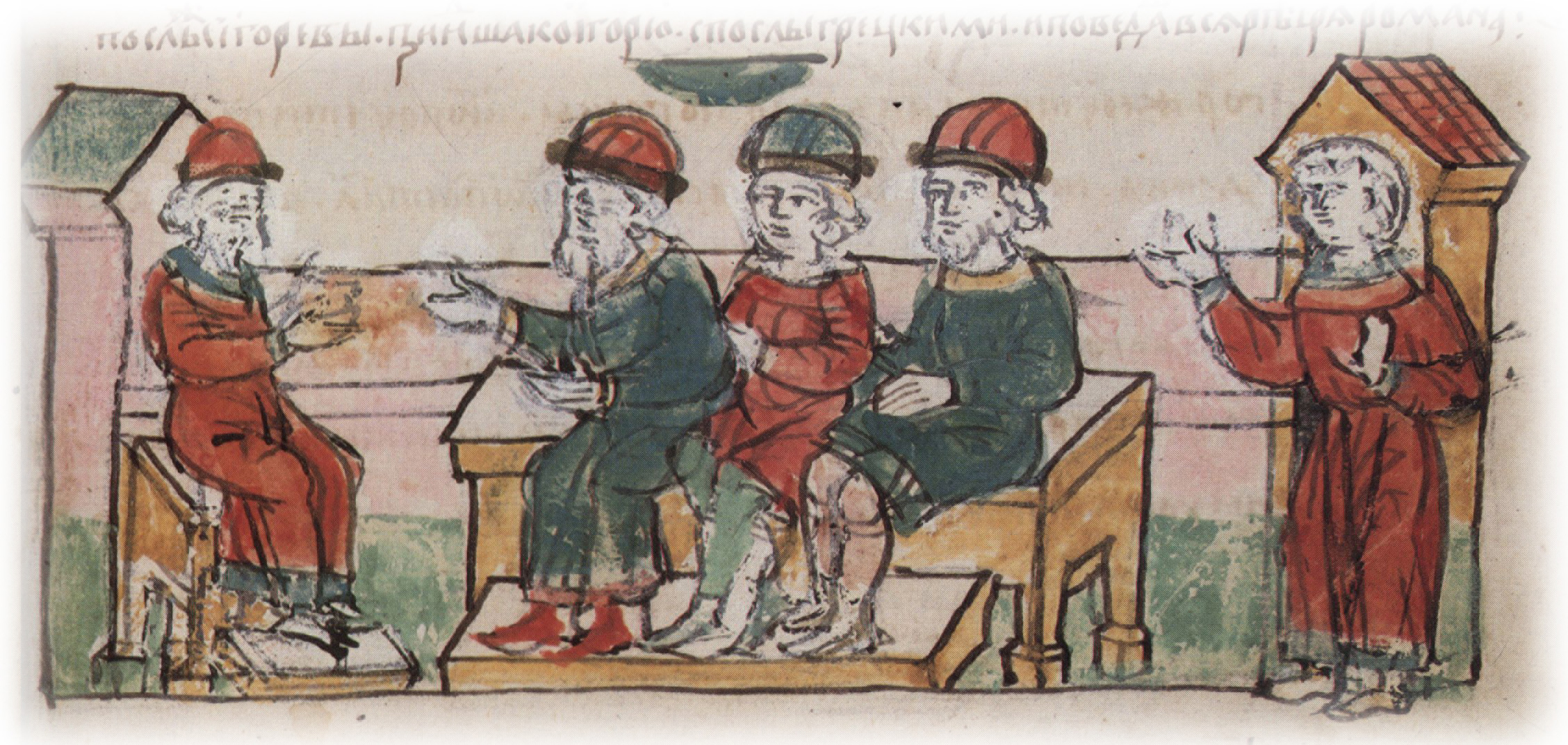
Приём Игорем русских и греческих послов, сообщивших князю условия императора Романа. Миниатюра из Радзивилловской летописи, конец XV века

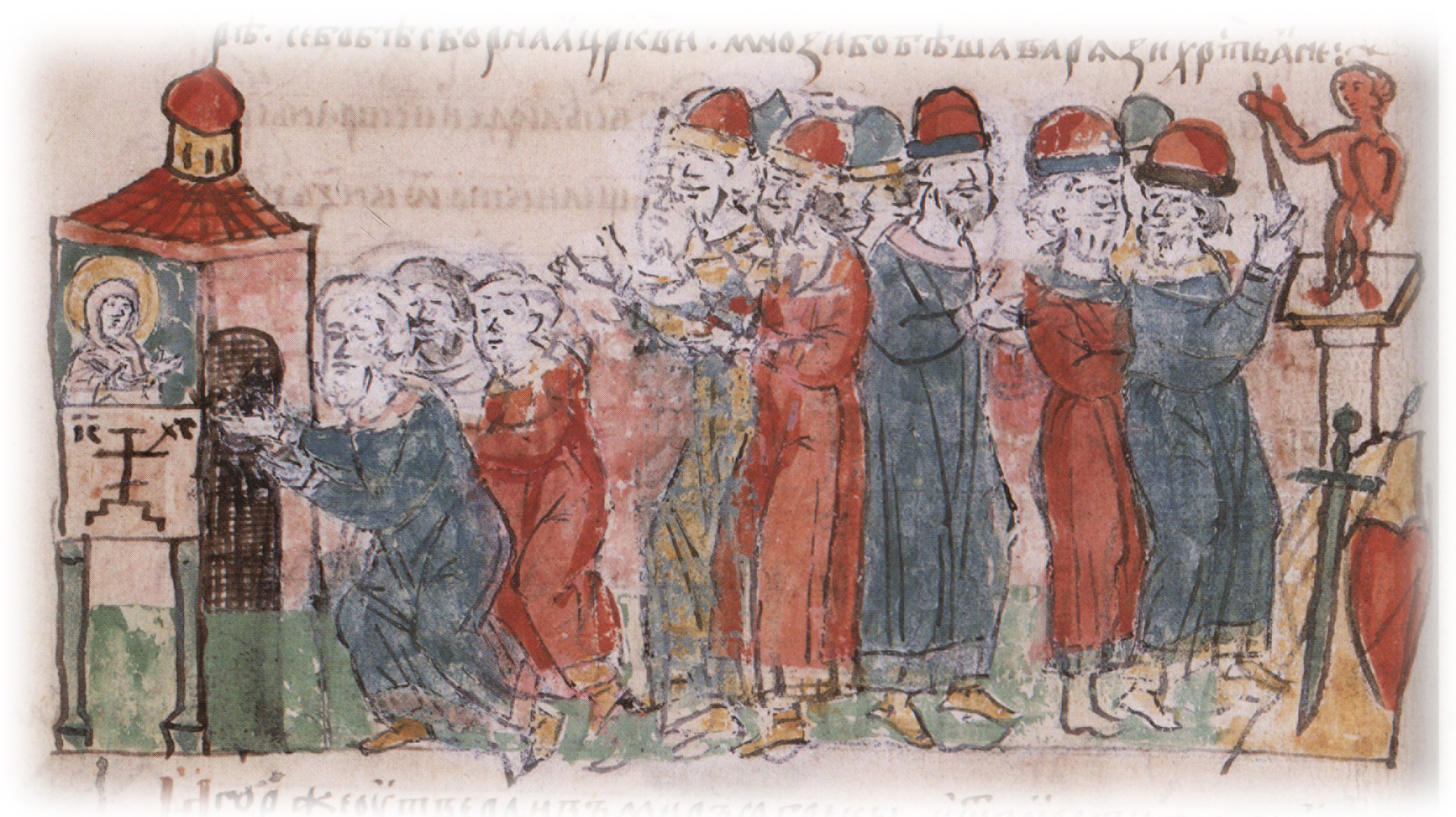
Присяга Игоря и его мужей-язычников на холме перед фигурой Перуна, а христиан — у церкви святого Илии. Миниатюра из Радзивилловской летописи, конец XV века

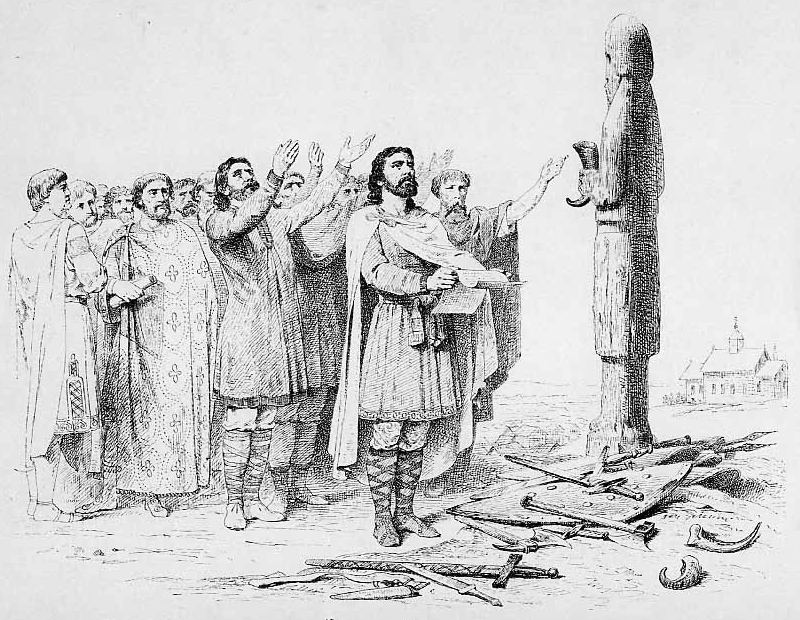
Присяга Игоря и его мужей-язычников перед идолом Перуна, на фоне — церковь святого Илии, Василий Верещагин, 1896

Договор был заключён в 944 году между двумя сторонами и записан на двух хартиях, который обновлял старый договор 911 года:
- Русь: От князя Игоря, его сына Святослава, княгини Ольги, от княжеских родичей и бояр были отправлены послы, называемые в летописи поимённо: Вуефаст от Святослава, сына Игоря; Искусеви от княгини Ольги; Слуды от Игоря, племянник Игорев; Улеб от Володислава; Каницар от Предславы; Шихберн Сфандр от жены Улеба; Прастен Тудоров; Либиар Фастов; Грим Сфирьков; Прастен Акун, племянник Игорев; Кары Тудков; Каршев Тудоров; Егри Евлисков; Воист Войков; Истр Аминодов; Прастен Бернов; Ятвяг Гунарев; Шибрид Алдан; Кол Клеков; Стегги Етонов; Сфирка…; Алвад Гудов; Фудри Туадов; Мутур Утин; купцы Адунь, Адулб, Иггивлад, Улеб, Фрутан, Гомол, Куци, Емиг, Туробид, Фуростен, Бруны, Роальд, Гунастр, Фрастен, Игелд, Турберн, Моне, Руальд, Свень, Стир, Алдан, Тилен, Апубексарь, Вузлев, Синко, Борич.
- Византия: от императора Романа I Лакапина и его сыновей Константина и Стефана были отправлены послы, без упоминания имён в летописи[1].

Послы и купцы были обязаны иметь при себе княжеские грамоты для того, чтобы они могли быть на византийских землях и в Константинополе. Регулировались правовые отношения между людьми из Руси и местными жителями. Вводились ограничения для купцов на пребывание в столице, на вывоз тканей и др. Руси вменялось в обязанность защита границ с Византией в Крыму, а также Древнерусская держава не должна была претендовать на эти земли и в случае нужды оказывать военную помощь Византии.
Договор предусматривал для руси как языческую клятву, принесённую Игорем и частью его знати на оружии и золоте перед Перуном, так и христианскую. Последнюю принесла «крещеная русь» в соборной церкви пророка Илии в Киеве.
Согласно договору 944 года, подавляющее число представителей элиты политии Рюриковичей всё ещё носило древнескандинавские имена, но у трёх человек среди архонтов-князей (Святославъ, Володиславъ и П(е)редъслава) и одного купца (Боричь) были уже славянские имена.

## Историография
По мнению лингвиста С. Л. Николаева, большинство из имён русских послов не принадлежит ни к одному из известных северогерманских языков. Согласно Николаеву, основная группа варяжских имён летописных послов отражает фонетику северогерманского диалекта (названного учёным континентальным северогерманским языком), отдельного от древнескандинавского языка, но близкого к нему. Эта фонетика заметно отличается от фонетики древнедатского, древнешведского и древнесеверного (древненорвежского и древнеисландского) языков, но в целом восходит к прасеверогерманской и отражает северогерманские инновации. Она имеет архаические черты, свидетельствующие о более раннем отделении диалекта от древнесеверогерманского (древнескандинавского) языка, чем разделение остальных северогерманских языков на восточную (шведско-датскую) и западную (норвежско-исландскую) и гутническую группы. По Николаеву, на континентальном северогерманском диалекте в конце 1-го тысячелетия говорили скандинавы, осевшие в Новгородской земле, в основном составлявшие до XIII века варяжскую часть дружины русских князей. Им также, возможно, пользовались скандинавы, осевшие в Смоленской земле (в Гнёздово северогерманское население непрерывно существовало с Х по XII века, его жители постепенно славянизировались в среде смоленских кривичей) и скандинавы древнего Пскова, откуда происходит варяжка княгиня Ольга, имя которой также анализируется как континентальное северогерманское. Предполагается, что континентальный северогерманский диалект сформировался на территории будущей Руси в «гардах» (в «варяжских слободах»), заселённых выходцами из Скандинавии в VIII—IX веках. Согласно лингвисту А. В. Циммерлингу, имена варягов в списке послов и примкнувших к ним лиц указывают на достаточно поздние фонетические процессы, большинство из которых отражают восточно-скандинавские диалектные черты.
По мнению Яны Малингуди и А. П. Толочко, летописец ошибся с местонахождением этой церкви, и христианская русь присягала в дворцовой церкви святого Илии в Констанинополе. Согласно Ю. А. Артамонову, эта гипотеза не подтверждается источниками и противоречит прямому указанию «Повести временных лет», что клятва приносилась в присутствии византийских послов, которые прибыли в Киев.
Ритуально-магическое сопровождение ратификации договора 944 года, включавшее клятву оружием и др., имеет параллели в первую очередь в древнескандинавской религиозно-правовой традиции, но прослеживаются параллели и в более широком круге аналогий в культуре разных народов Евразии. Ритуально-магические действия руси с течение времени теряли скандинавскую специфику.
Договор отражает внешний византийской взгляд на народ руси и Русскую землю, а старославянский перевод его текста в некоторой мере ретроспективно модернизирует часть общественно-политических реалий. Однако в целом договор свидетельствует о сформировавшемся народе, который обладал выраженной идентичностью, сложной социальной структурой и сформировавшейся территориально-политической организацией